# Maritza Pérez Cárdenas
Maritza Pérez Cárdenas (22 de marzo de 1967) es una deportista cubana que compitió en judo.
Ganó dos medallas en el Campeonato Mundial de Judo, en los años 1989 y 1991, y cuatro medallas en el Campeonato Panamericano de Judo entre los años 1985 y 1990. En los Juegos Panamericanos consiguió dos medallas, en los años 1987 y 1991.

## Palmarés internacional
| Campeonato Mundial      | Campeonato Mundial            | Campeonato Mundial | Campeonato Mundial |
| Año                     | Lugar                         | Medalla            | Categoría          |
| ----------------------- | ----------------------------- | ------------------ | ------------------ |
| 1989                    | Belgrado (Yugoslavia)         | Medalla de bronce  | –52 kg             |
| 1991                    | Barcelona (España)            | Medalla de bronce  | –52 kg             |
| Juegos Panamericanos    |                               |                    |                    |
| Año                     | Lugar                         | Medalla            | Categoría          |
| 1987                    | Indianápolis (Estados Unidos) | Medalla de bronce  | –52 kg             |
| 1991                    | La Habana (Cuba)              | Medalla de oro     | –52 kg             |
| Campeonato Panamericano |                               |                    |                    |
| Año                     | Lugar                         | Medalla            | Categoría          |
| 1985                    | La Habana (Cuba)              | Medalla de bronce  | –48 kg             |
| 1986                    | Salinas (Puerto Rico)         | Medalla de plata   | –52 kg             |
| 1988                    | Buenos Aires (Argentina)      | Medalla de oro     | –52 kg             |
| 1990                    | Caracas (Venezuela)           | Medalla de oro     | –52 kg             |